# مايك واشنطن (لاعب كرة قدم أمريكية)
مايك واشنطن (بالإنجليزية: Mike Washington)‏ هو لاعب كرة قدم أمريكية أمريكي، ولد في 19 أكتوبر 1986 في بيتسبرغ في الولايات المتحدة.